# Planta Valdivia
Planta Valdivia es una planta de celulosa, y estación generadora de energía eléctrica  (alimentada a biomasa), que abastece a San José de la Mariquina, en la Región de Los Ríos, Chile. Aunque su actividad principal es la creación de pulpa de madera, esta produce también 61MW de electricidad, quemando volátiles y licor negro.
La planta fue construida en 2004 y es propiedad de Celulosa Arauco y Constitución, conocida también como CELCO.

## Controversias por contaminación del Río Cruces
En 2004 y 2005 miles de cisnes de cuello negro en el Santuario de la Naturaleza Carlos Anwandter en Chile, murieron o emigraron lejos, a raíz de la contaminación provocada por la nueva planta de celulosa CELCO localizada cerca de la ciudad de Mariquina y el Río Cruces que alimenta los humedales. 
Autopsias en cisnes muertos demostraron un alto contenido de hierro y otros metales, que contaminaban el agua. La compañía estuvo liberando dioxinas y metales pesados al río, desde un tubo de desperdicios que no había sido aprobado por las autoridades. Sin embargo, el nivel de las emisiones no habría sido suficiente para causar daño ecológico. Un estudio de la Universidad Austral de Chile relacionó las emisiones de CELCO con la disminución de la cantidad de luchecillo (alimento de los cisnes) en el río, sin embargo, dos estudios realizados de manera independiente por la Universidad de Chile y la Pontificia Universidad Católica de Chile refutaron esta tesis.
La planta fue cerrada en 2005, luego los abogados de la compañía según lo reportado, presentaron un engañoso estudio ambiental sobre la contaminación en el río Cruces. El escándalo llevó a la renuncia del jefe ejecutivo de la compañía CELCO en junio de 2005. La compañía se comprometió a usar tecnologías limpias. La planta reabrió 2 meses más tarde, pero con una capacidad de producción más limitada.
En 2006 el tribunal de América Latina sobre aguas recomendó el cerrar la planta de celulosa.
En julio de 2007 CELCO acordó pagar $614 millones de pesos chilenos (equivalente a un millón de dólares), a compañías de turismo de Valdivia para evadir acciones legales. Por supuestas pérdidas en el sector del turismo en Valdivia debido a la contaminación del santuario Natural Carlos Anwandter. En un documento firmado a compañías de turismo, CELCO fue exento de toda responsabilidad por la participación en la contaminación del río Cruces. CELCO también prometió pagar $2 millones (4000 dólares) mensualmente en los próximos 3 años para promover el turismo.